# تولدت مبارک
تولدت مبارک نام ترانه‌ای است که عموم ایرانیان در مراسم تولد دوستان یا بستگانشان آن را می‌خوانند.

## تاریخچه
«تولدت مبارک» در سال ۱۳۴۹ به سفارش تولیدکنندگان پیکان با شعری از پرویز خطیبی و نوذر پرنگ و آهنگ انوشیروان روحانی ساخته شد و اولین اجرای آن در مراسمی در ورزشگاه آزادی تهران صورت گرفت که سه سال پس از راه‌اندازی خط تولید پیکان در ایران برگزار شده بود.
به گفتهٔ روحانی، در دههٔ ۱۳۳۰ و ۱۳۴۰ شمسی برگزاری جشن تولد در ایران رواج یافت و تا پیش از ساخت این آهنگ توسط او، معمولاً ترانهٔ انگلیسی تولد شما مبارک در این مراسم خوانده می‌شد اگر چه ضرب‌آهنگ اجرای آن به شش و هشت تغییر داده می‌شد. در سال ۱۳۴۸ فرهاد هرمزی به سفارش شرکت ایران ناسیونال (تولیدکنندهٔ پیکان در ایران) ساخت فیلمی به نام «تولدت مبارک» را شروع کرد و از روحانی دعوت کرد که برای آن آهنگ بسازد. روحانی هم از این فرصت استفاده کرد تا به آرزویش برای ساخت یک موسیقی ایرانی برای جشن تولد جامهٔ عمل بپوشاند. این فیلم و ترانه در برنامه‌های نوروزی سینماهای ایران پخش شد و استقبال زیادی از آن به عمل آمد چنان‌که صفحه‌های این ترانه به سرعت فراگیر شدند و در تعداد وسیعی به فروش رسیدند. عامل دیگری که به فراگیری این ترانه کمک کرد آن بود که مدتی بعد در روز چهارم آبان (زادروز محمدرضا پهلوی) و زمانی که شاه و ملکهٔ ایران در حال ورود به تالار رودکی بودند، ارکستر سمفونیک تالار رودکی این ترانه را اجرا کرد و به نوعی این ترانه تبدیل به ترانهٔ رسمی تولد در ایران شد.

## خصوصیات و کاربرد
آهنگ دو قسمت دارد که اصطلاحاً یک رِنگ شاد و بی‌کلام، این دو قسمت را به هم وصل می‌کند. آهنگ ترانه در دستگاه ماهور است و از همین رو با سازهای غربی نیز قابل اجرا است و خود انوشیروان روحانی آن را با ارگ یاماهای سفارشی خود و با همراهی ارکستر اجرا کرده است.

## متن ترانه
| تولد، تولد         |  | تولدت مبارک         |
| مبارک مبارک        |  | تولدت مبارک         |
| لبت شاد و دلت خوش  |  | چو گل پرخنده باشی   |
| بیا شمعا رو فوت کن |  | که صد سال زنده باشی |
| تولد، تولد         |  | تولدت مبارک         |
| مبارک مبارک        |  | تولدت مبارک         |

بیت اول ترانه یعنی «لبت شاد و دلت خوش، چو گل پرخنده باشی» توسط پرویز خطیبی و بیت «بیا شمع‌ها را فوت کن، که صد سال زنده باشی» توسط نوذر پرنگ سروده شد.